# Get a clue
Get a clue (stilizzato get a clue!) è un singolo del rapper statunitense ItsOkToCry, pubblicato il 31 luglio 2020 dalla Cleopatra Records e Dimension Gate Music come primo estratto del terzo album in studio Poshboy 2.

## Antefatti
L'11 aprile, il rapper ha pubblicato uno snippet del brano Get a clue. Il 1º maggio 2020, durante il music festival virtuale SPECTRUM ONLINE trasmesso su Discord, ItsOkToCry ha mostrato la versione demo di Get a clue in versione integrale, continuando successivamente a pubblicizzarla sui social, insieme ad altri brani provenienti dall'imminente sequel di Poshboy del 2019. Il 18 luglio, Larry ha rivelato che avrebbe pubblicato una nuova canzone per il 31 luglio dello stesso anno.
Il 31 luglio è stato pubblicato ufficialmente il singolo Get a clue su tutte le piattaforme, accompagnato dal relativo video musicale sul canale Youtube デーモンAstari.

## Musica e testi
La strumentale del brano, co-prodotta da Damon Vitucci e Jodom, presenta chiavi di pianoforte o sintetizzatori spumeggianti, che forniscono rapidamente percussioni insistenti e una batteria succinta e incisiva. Nonostante il ritmo frenetico del brano, rimane l'approccio individualistico di ItsOkToCry che adotta per rendere i suoi versi "acuti e giocosi". Le sue battute rapide e coerenti rendono alcune linee difficili da decifrare attraverso giochi di parole dinamici e divertenti e doppi sensi che rendono il rapper "ancora più creativo".
Verso metà brano il ritmo cambia leggermente, facendo sottolineare il flusso dei versi dettati dal rapper, prima di cambiare un'altra volta la sua consegna con destrezza tramite alcune linee sussurrate. I testi si concentrano più sulla consegna e sull'entusiasmo del rapper più che sull'effettiva significatività dietro i suoi messaggi.

## Tracce
1. get a clue! – 2:13 (testo: Larry – musica: Damon Vitucci, Jodom)

## Formazione

### Musicisti
- ItsOkToCry – voce, testi

### Produzione
- Damon Vitucci – produzione
- Jodom – produzione

## Video musicale
Il 31 luglio 2020, il canale Youtube デーモンAstari ha pubblicato il videoclip ufficiale di Get a clue, diretto e editato dallo stesso ItsOkToCry e filmato da Adam Asdel.
Il video si presenta con una sorta di sistema informatico futuristico che si avvia mentre vengono riprodotti dei suoni digitali in sottofondo. Le scene si intervallano quindi tra ItsOkToCry che balla e recita rapidamente le sue battute in un vicolo e altre clip di un personaggio dei cartoni animati dall'aspetto di Hello Kitty che raffigura il rapper tramite i suoi tatuaggi e il suo stile.